# Vincent Geyskens
Vincent Geyskens (Lier, 1971) is een Belgisch kunstschilder, tekenaar, graficus, collagist en dichter. Hij kenmerkt zich door zijn zoektocht naar de rol van de schilderkunst in de huidige consumptiemaatschappij, waarbij hij zich uitdrukkelijk distantieert van het schilderij als communicatiemiddel.
Hij woont en werkt in Brussel.

## Opleiding
Vincent Geyskens startte in 1990 met studies schilderkunst aan de Koninklijke Academie van Antwerpen waar hij in 1994 als "meester in de beeldende kunsten" afstudeerde. Hij was leerling van Fred Bervoets. Hij zette van 1994 tot 1997 zijn studies verder aan het Hoger Instituut voor Schone Kunsten (HISK) in Antwerpen waar hij de graad van laureaat in visuele kunsten behaalde. In de zelfde periode behaalde hij een postdoctoraat in de kunstkritiek aan de Universiteit van Leuven. In 1995 verbleef hij één jaar aan de Rijksacademie van beeldende kunsten van Amsterdam om zich te specialiseren in grafische kunst. Daar werd hij opgemerkt door de Antwerpse galeriste Annette De Keyser die hem in 1997 een solotentoonstelling aanbood die op belangstelling kon rekenen. Hij zou verschillende jaren blijven exposeren in deze galerie. Hij kreeg snel bekendheid en kon sindsdien regelmatig deelnemen aan groepstentoonstellingen in België en in het buitenland en aan solotentoonstellingen in onder andere  New York, SMAK Gent en Museum M Leuven.
Naast zijn activiteiten als kunstenaar was Vincent Geyskens docent aan La Cambre in Brussel, het HISK in Gent en sinds 2007 aan het KASK in Gent. Hij is ook dichter.

## Oeuvre
Het ganse oeuvre van Vincent Geyskens draait rond zijn onderzoek naar de betekenis van de schilderkunst in de huidige tijd. Zijn uitgangspunt is dat de schilderkunst sinds de jaren 1950 haar rol als communicatiemiddel in de beeldcultuur verloren is aan de video, film en fotografie.
Hij wil daarom terugkeren naar de essentie van de schilderkunst die volgens hem bestaat verbondenheid met de kunstgeschiedenis, aandacht voor de onderliggende constructie van het werk en met nadruk op de gebruikte materie en de intense lichamelijke beleving bij de creatie. Het is volgens hem niet de rol van een schilder om boodschappen over te brengen, schilderkunst is geen communicatiemiddel. Hij engageert zich om enkel beelden te weer te geven, het omzetten van een gedachte naar een beeld, dit in tegenstelling tot een groot deel van de kunstenaars die vooral bekommerd zijn om hun beelden een plaats te geven in het maatschappelijk debat.  
In zijn werken zijn de fysieke sporen van het maakproces en de elementen van de gebruikte materie zeer duidelijk aanwezig, bijvoorbeeld door het gebruik van dikke lagen en klodders verf en de omgang met het doek. Geyskens wil het ambachtelijke en materiële aspect van de schilderkunst benadrukken.
Hij is bewust geen conventionele schilder, hij is steeds bezig met het verstoren van het beeld dat de kijker wil zien.  Met duidelijke sporen van het maakproces en verminking van het beeld herleidt Geyskens het beeld tot een schilderkundige element. Hiermee wil hij een contemplatieve blik van de toeschouwer afdwingen, in tegenstelling tot de reflexmatige voyeuristische blik ten gevolge van beeldinflatie en gewenning. Voor hem is schilderen een manier van “zien”, niet van “iets zien”, hij schildert het "onfotografeerbare", de aandacht van de kijker moet gaan naar het betekenisloze beeld.
Zijn werken bevatten raadselachtige en akelige beelden, hij wil de toeschouwer zeker niet behagen. Enkele thema's zijn het lichaam als experiment, als mythe of beschadigd, pornografie, besmetting, erotiek, kunstlicht, androgynie, fascisme en de huid.
Er is geen homogeniteit in stijl, onderwerpen, kleurgebruik of materiaal. Hij schildert op verschillende dragers zoals hout, karton, plastic en objecten. Hij maakt geen onderscheid tussen figuratief en abstract, voor hem heeft een veeg of een vlak dezelfde waarde als een figuratief element. Hij noemt zich een schilder, geen illustrator.  Kenmerkend is zijn gebruik van zwarte en vooral witte vlakken waarmee hij een gevoel van leegte weergeeft.
Hij maakt portretten, stillevens en abstracte kleurcomposities. Daarnaast maakt hij ook collages. Ook hier ligt de nadruk op de constructie en het maakproces, met onder andere ruw afgescheurde elementen die hij in collages verwerkt. Hij vertrekt bewust van functionele beelden zoals reclame, politiek of erotiek waar hij door brute behandeling de aanvankelijke functie van het originele beeld onttrekt. Soms combineert hij collages met schilderkunst. Ook in zijn tekeningen en grafiek is de nadruk op de constructie duidelijk aanwezig.
Geyskens werkt in reeksen. Opmerkelijk zijn zijn kaderreeksen, waarbij de werken in verwante lijsten met elkaar in verband staan en een veelluik vormen. Sommige van zijn kaders blijven leeg of zijn wit om de afwezigheid van het communicatieve aspect te benadrukken.

## Boeken (selectie)

### Auteur
- Het geslacht van de paling (gedichten)[19]
- Kuit nog (gedichten)[20]
- Motril: vrucht en pose (met Jan Op de Beeck)[21]
- Anita (met Bernard Dewulf)[14]
- Op stijgend vocht (gedichten)[22]

### Monografieën
- Royal Palms Beach Club: auteurs: Vincent Geyskens, Gerrit Vermeiren en Kurt Vanbelleghem[23]
- Undead (auteurs: Dirk Snauwaert en Gertrud Sandqvist) [24]
- Vincent Geyskens: auteur: Koen Leemans[25]
- Vincent Geyskens: auteurs: Dominic van den Boogerd en Eduardo Lamas[26]

## Musea en collecties[27]
- SMAK, Gent[28]
- Museum M, Leuven[6]
- Mu.Zee, Oostende[29]
- Cera Collectie, Leuven[30]

## Film
La Flèche (2018) (samen met Jan Op de Beeck)

## Prijs
2019: Sofam Prijs

## Tentoonstellingen (selecties)[33]
Solotentoonstellingen (selectie)
- 2024: Par Contre, Nosbaum Reding, Brussel
- 2022: Tir, ik ben dan wel blind, Edition populaire, Antwerpen
- 2021: Vincent Geyskens, Museum M, Leuven
- 2019: La Simonie, Bozar, Brussel
- 2018: Moving The Mustache, Rudolfstraat, Antwerpen
- 2016: The spam of control, Trampoline Gallery, Antwerpen
- 2016: KunstINgang #6, CC Merksem, Merksem
- 2014: De Gouden Dageraad, Trampoline Gallery,Antwerpen
- 2012: UnDEAD, SMAK, Gent
- 2009: L'anus Scolaire, Galerie Annette de Keyser, Antwerpen
- 2008: Horescum, The End of an Idea, Galerie Annette De Keyser, Antwerpen
- 2007: Ashes & Abstract Power, Envoy gallery, New York
- 2006: Les Flamands Roses, Galerie Annette De Keyser, Antwerpen
- 2005: The Purity Rule, CC De Garage, Mechelen
- 2004: Eigen volk eerst, The Lion Sleeps Tonight, Galerie Annette De Keyser , Antwerpen
- 2003: Intrusion & Séparation, Thomas Erben gallery, New York
- 2002: Blaque Sweepstake, Galerie Annette De Keyser, Antwerpen
- 2000: Homosexualité et Alcoolisme, Galerie Annette De Keyser, Antwerpen
- 1999: Hobby-Horses, Galerie Annette De Keyser, Antwerpen
- 1997: KORO, Galerie Annette De Keyser, Antwerpen

Groepstentoonstellingen (selectie)
- 2025: Painting After Painting - Hedendaagse Schilderkunst in België, SMAK, Gent
- 2023: Ungatz, duo-tentoonstelling met Pat Harris, Valerie Traan Gallery, Antwerpen
- 2022: Scribble, dabble, splatter, smear, Biënnale van de schilderkunst, Roger Raveelmuseum, Machelen
- 2021: Waanzin, Museum M, Leuven
- 2019: Highlights for a Future, the collection, SMAK, Gent
- 2018: Flip abstract, De Zwarte Zaal, Gent
- 2017: Copy Construct, CC Mechelen
- 2014: Biënnale van de Schilderkunst, Roger Raveelmuseum, Machelen
- 2014: Close Contrast, Pictura, Dordrecht
- 2013: Art Brussels, galerie Almine Rech, Brussel
- 2013: Factura 2, CIAP, Hasselt
- 2011: Tomorrow Is the Question, SMAK, Gent
- 2010: Het gewichtige lichaam, Museum Dr. Guislain, Gent
- 2008: Belgier, Figge Von Rosen, Keulen
- 2008: Un-Scene, Wiels, Brussel
- 2007: Black is Black, SMAK, Gent
- 2007: Slick Art Fair, Parijs
- 2007: Welcome Home, hommage aan Fred Bervoets, MUHKA, Antwerpen
- 2007: De Toets, Roger Raveelmuseum, Machelen-aan-de-Leie
- 2006: This ain't no karaoke, Haas & Fischer Gallery, Zurich
- 2006: Helter Helter, Galerie Anne de Villepoix, Parijs
- 2006: Check-in Europe, Reflecting Identities in Contemporary Art, Europäische Patentamt,  München
- 2005: Objectif Camouflage, Fundacion Celarg, Caracas
- 2004: Art Rotterdam, Galerie Annette De Keyser, Rotterdam
- 2003: Once upon a time…, MUHKA, Antwerpen
- 2003: Art Athina, galerie Annette De Keyser, Athene
- 2003: Ron Amstutz, Vincent Geyskens, Matthias Müller, Mixed Media, paintings and film, Thomas Erben Gallery, New York
- 2003: De maat der dingen, Constructies, Museum Dhondt-Dhaenens, Deurle
- 2002: Artforum Berlin, Thomas Erben gallery, Berlijn
- 2002: Art Brussels, galerie Annette De Keyser, Brussels
- 2002: Provinciale Prijs Schilderkunst, Fabiolazaal, Antwerp, BE
- 2002: Guide to Trust nr° 2, Yerba Buena Center for the Arts, San Francisco
- 2000: Liste, The Young Art Fair, galerie Annette De Keyser, Bazel
- 1999: Strange Fruits, Espace Nord, Luik
- 1999: Trouble Spot. Painting, MUHKA & NICC, Antwerpen
- 1998: Liste, The Young Art Fair, galerie Annette De Keyser), Bazel
- 1997: Prix de la Jeune Peinture Belge, Paleis voor Schone Kunsten, Brussel